# Sine sole sileo
La locuzione latina Sine sole sileo significa "senza sole taccio".
Compare incisa su alcuni orologi solari antichi a indicare che, se non ci fosse il Sole, essi non potrebbero funzionare. In senso più esteso, allude al fatto che, senza Sole, si fermerebbe la vita sulla Terra.
"Sine sole sileo" è anche il nome assegnato all’orologio solare più preciso al mondo, che ha un margine di errore di 10 secondi. Inaugurato nel giugno 2012 al Muottas Muragl (2456 m), in Engadina, mostra sia la vera ora solare (che di solito non corrisponde a quella indicata dagli orologi meccanici), sia quella comunemente utilizzata.